# Blackburn Skua
Blackburn B-24 Skua byl britský dvoumístný střemhlavý bombardér vzniklý v 30. letech 20. století. Skua byl prvním celokovovým dolnoplošníkem na palubách britských letadlových lodí. Jednalo se o pokrokově řešený, nicméně podmotorovaný letoun se slabými výkony. Jeho zastaralá koncepce se začala projevovat prakticky již v době prvního použití.

## Vznik a vývoj
Roku 1934 vydalo Air Ministry specifikace 0.27/34 na víceúčelový palubní letoun, spojující roli stíhačky a střemhlavého bombardéru. Z pěti leteckých výrobců byl vybrán projekt B-24 (D.B.1) firmy Blackburn. V dubnu 1935 objednalo ministerstvo letectví dva prototypy a v červenci 1936, ještě před jejich dokončením, 190 sériových strojů (L2867-L3056).
První let prototypu Skua I (K5178) provedl F/Lt A. M. „Dasher“ Blake 9. února 1937 z továrního letiště v Brough. Stroj poháněl motor Bristol Mercury IX o výkonu 617 kW s třílistou kovovou vrtulí, hlavňovou výzbroj tvořily čtyři pevné kulomety Browning Mk.II ráže 7,7 mm v křídle, střelec ovládal kulomet Lewis Mk.III E. Prvních osm měsíců prototyp procházel zkouškami v Brough, v říjnu přelétl na letiště v Martleshamu se sídlem zkušebního střediska A&AEE (Aeroplane and Armament Experimental Establishment) kde byl testován po dobu dvou měsíců. Počátkem roku 1939 byl přemístěn do Gosportu k dalším zkouškám.
Druhý prototyp (K5179) s prodlouženou přídí o 72 cm poprvé vzlétl 4. května 1938. Testy procházel v Martleshamu a RAE (Royal Aircraft Establishment) ve Farnborough.
Sériové stroje Skua II, první (L2867) z nich vzlétl v srpnu 1938, poháněly pro nedostatek motorů Mercury pohonné jednotky Bristol Perseus XII o 654 kW.

## Operační nasazení

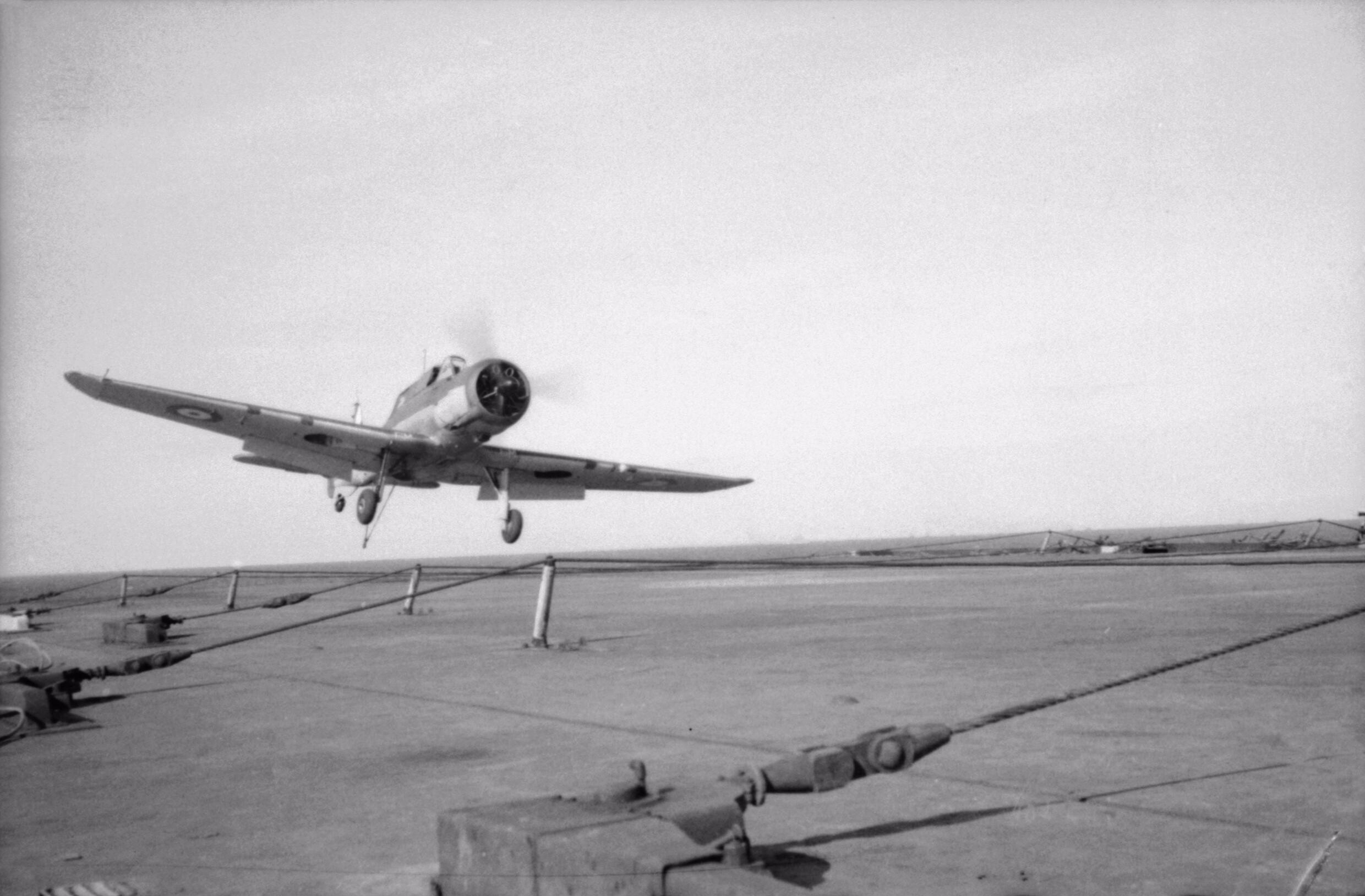
Přistávající Blackburn Skua na lodi Ark Royal

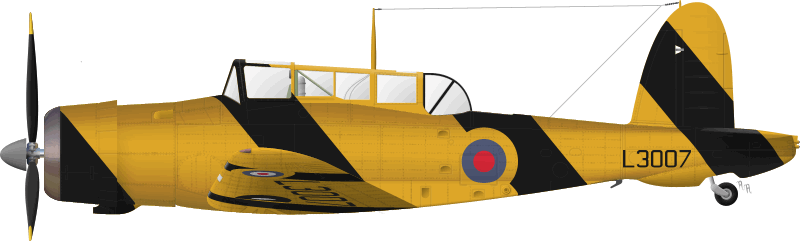
Blackburn Skua Mk.II (L3007) určený k vlekání střeleckých terčů, No.20 Maintenance Unit, Aston Down

FAA začalo první stroje Skua přebírat na podzim 1938, první přezbrojenou jednotkou se stala 800. peruť. V listopadu 1938 nahradilo šest jejich Skuů na palubě letadlové lodi HMS Ark Royal letouny Hawker Osprey a Hawker Nimrod. V prosinci 1938 začala typ přebírat 803. peruť
Dne 25. září 1939 bylo sestřelením létajícího člunu Dornier Do 18 letounem Skua od 803. perutě Fleet Air Arm z letadlové lodě HMS Ark Royal dosaženo prvního potvrzeného britského vzdušného vítězství nad Němci ve druhé světové válce. Osádku vítězného letounu tvořil pilot S. B. Even a střelec B. M. Seymoure. Na HMS Ark Royal zároveň sloužila také peruť č. 800, rovněž s letouny Blackburn Skua, dalšími útvary vyzbrojenými tímto typem byla 801. peruť na HMS Furious a pozemní 806. peruť s domovskou základnou v Eastleigh.
Podruhé se zapsaly tyto stroje do historie britského námořního letectva 10. dubna 1940, když se 16 letounům Skua II, které odstartovaly z orknejského letiště Hatston, podařilo potopit poškozený německý křižník Königsberg, kotvící u mola Skoltegrund v Bergenu.
Rovněž v dubnu pak za velkých ztrát kryly letouny Skua boje britských vojsk u Narviku.
V červnu 1940 stroje 801. perutě ze základny Detling v Kentu podporovaly evakuaci armády od Dunkerku. Skuy operující z paluby lodi Ark Royal v červenci 1940 střemhlavě bombardovaly francouzské válečné lodě v přístavu Oran a v září téhož roku se podílely se na střetnutí u Dakaru během něhož došlo k poškození bitevní lodě Richelieu.
Ačkoliv si Skuy vedly poměrně dobře proti nepřátelským bombardérům v Norsku a ve Středomoří, ve střetnutích s moderními stíhačkami Bf 109 utrpěly těžké ztráty a v roce 1941 byly staženy z prvoliniové služby. Skua byl nahrazen stíhačkami Fairey Fulmar v březnu 1941 nejprve u 800. perutě na lodi Furious, které mohly nést dvojnásobnou výzbroj a také byly o 80 km/h rychlejší. 801. a 803. peruť přezbrojila z letounů Skua II na stroje Hawker Sea Hurricane v srpnu a květnu 1941. Rovněž 806. peruť se vzdala typu Skua ve prospěch Fulmarů.
Skua se mohl prosadit jako střemhlavý bombardér, ale velení námořnictva nerozpoznalo jeho potenciál a navíc preferovalo torpédové bombardéry. Skuy byly nadále používány pro výcvik a tahání terčů. Poslední Skua byl vyřazen ze služby v březnu 1945.

## Varianty
- Skua Mk I: 2 prototypy
- Skua Mk II: dvoumístný stíhací/střemhlavý bombardovací letoun pro Royal Navy – 190 kusů postaveno firmou Blackburn v Brough Aerodrome

## Specifikace (Skua Mk II)
Data podle: Fleet Air Arm Archive

### Hlavní technické údaje
- Rozpětí: 14,1 m
- Délka: 10,8 m
- Výška: 4,3 m
- Nosná plocha: 29,0 m²
- Plošné zatížení: 128 kg/m²

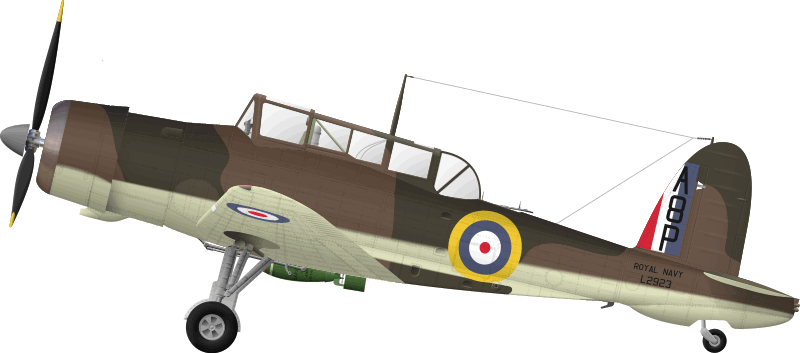
Blackburn Skua L2923

- Hmotnost prázdného letounu: 2490 kg
- Vzletová hmotnost : 3730 kg
- Pohonná jednotka: 1 × hvězdicový vzduchem chlazený devítiválec Bristol Perseus XII
  - Výkon pohonné jednotky: 905 k (675 kW)

### Výkony
- Maximální rychlost: 360 km/h ve výšce 2000 m
- Dostup: 6150 m
- Stoupavost: m/s
- Dolet: 1300 km
- Poměr výkon/hmotnost: 180 W/kg

### Výzbroj
- 4 × pevný kulomet Browning ráže 7,7 mm
- 1 × pohyblivý kulomet Lewis ráže 7,7 mm
- 1 × 500lb (227kg) puma SAP pod trupem a 8 × 30lb (14kg) pumy pod křídlem